# Nuno Pinheiro
Nuno Pinheiro (ur. 31 grudnia 1984 w Espinho) – portugalski siatkarz, grający na pozycji rozgrywającego, reprezentant Portugalii. Od sezonu 2018/2019 występuje w drużynie SL Benfica.

## Sukcesy klubowe
Mistrzostwo Portugalii:
- 2019, 2021
- 2004

Mistrzostwo Belgii:
- 2008, 2009
- 2006, 2007, 2016

Superpuchar Belgii:
- 2006, 2008, 2009

Puchar Belgii:
- 2007, 2008, 2009

Puchar CEV:
- 2008

Mistrzostwo Francji:
- 2011, 2013, 2014, 2015[2]
- 2012

Puchar Francji:
- 2012, 2013, 2014[3], 2015

Superpuchar Francji:
- 2012, 2014

Superpuchar Portugalii:
- 2018

Puchar Portugalii:
- 2019

## Nagrody indywidualne
- 2008: Najlepszy rozgrywający Pucharu CEV
- 2011: Najlepszy rozgrywający Ligue A